# Aleut járás

Az Aleuti járás a Kamcsatkai határterületen

Az Aleut járás (oroszul Алеутский район) Oroszország legkisebb népességű járása. A Kamcsatkai határterülethez tartozik, földrajzilag az Aleut-szigetek legnyugatibb csoportját képező Parancsnok-szigeteket foglalja magába. Egyetlen lakott települése a szigetek legnagyobbikán, a Bering-szigeten lévő Nyikolszkoje falu, mely egyben a székhelye is.

## Népesség
- 2002-ben 808 lakosa volt, akik főleg aleutok és oroszok.
- 2010-ben 676 lakosa volt.